# アフマドナガル城

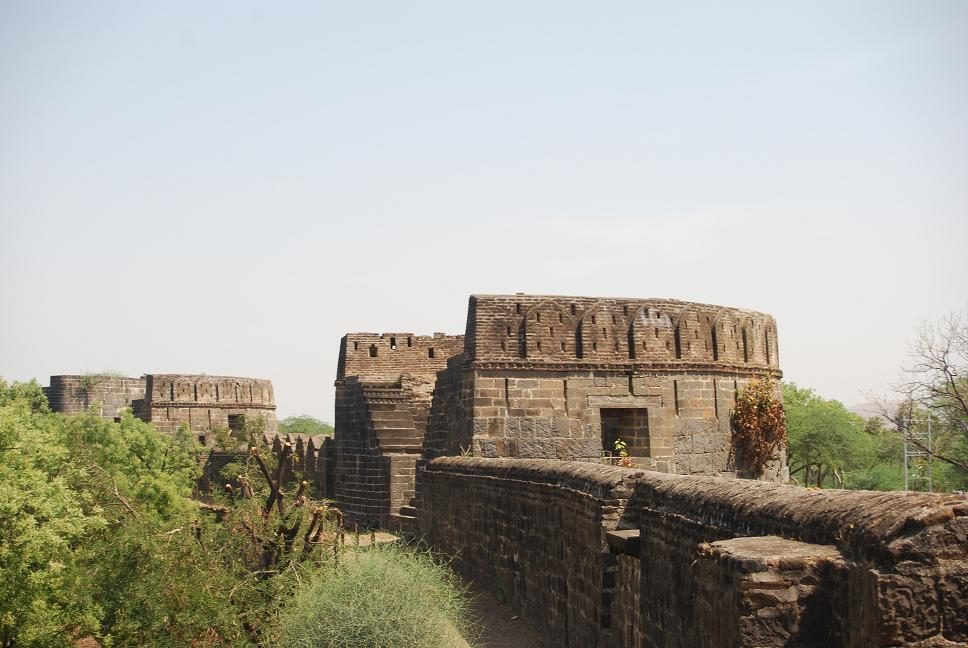
アフマドナガル城

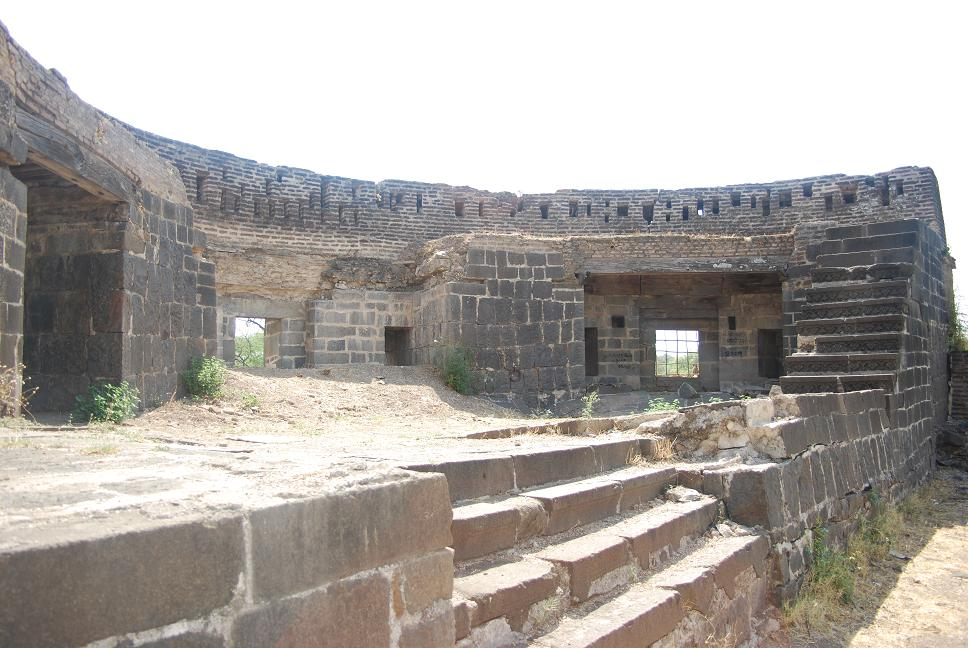
城内

アフマドナガル城（マラーティー語：भुईकोट किल्ला, अहमदनगर, 英語：Ahmadnagar Fort）は、インドのマハーラーシュトラ州、アフマドナガル県の都市アフマドナガルにある城塞。アフマドナガル王国の君主の居城でもあった。

## 歴史

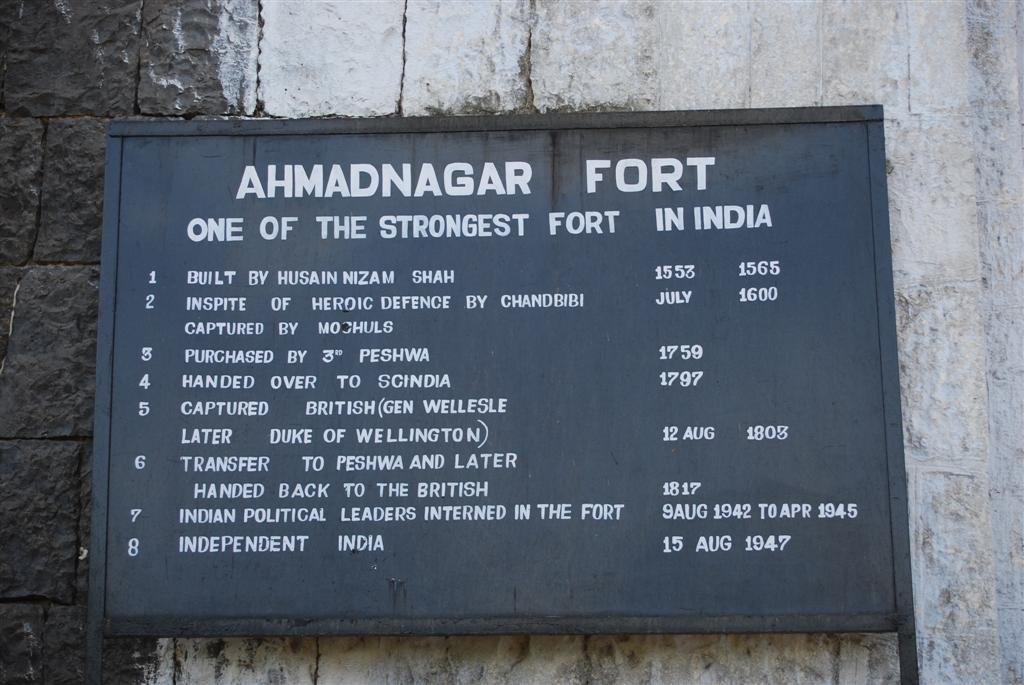
アフマドナガル城の歴史説明

1490年、アフマド・ニザーム・シャー1世が独立したのち、アフマドナガル王国の首都アフマドナガルの建設にかかったが、居城となるこの城の建設も行なった。
1553年、ブルハーン・ニザーム・シャー1世は城の再構築を行い、1565年にそれは完成した。
1600年以降、アフマドナガル王国とムガル帝国との間で城が争奪されたが、1633年に城は帝国のものとなった。
その後、18世紀にニザーム王国、マラーター王国、シンディア家の支配の領すところとなり、1803年にイギリスに占領された。
20世紀前半、のちにインドの首相となったジャワハルラール・ネルーは植民地時代イギリスに逮捕された際、1942年から1946年にかけてこのアフマドナガル城に投獄された。

## ギャラリー
- アフマドナガル城（1831年）
- 遠望からのアフマドナガル城（同年）
- 城内のマスジド
- 城への入り口
- 城門前の大砲
- 城壁
- 城内
- 城壁からの展望